# 필리핀 척후대
필리핀 척후대(영어: Philippine Scouts, 필리핀어: Maghahanap ng Pilipinas)는 미국이 필리핀에서 운용한 부대다. 1901년 편성하여 1948년 필리핀이 독립하면서 해산되었다. 필리핀 척후병들은 대부분 필리핀 군관구에 속한 필리핀인들이었고 장교는 미국 백인들이 부임했다. 필리핀 척후병 부대는 단대호에 접미사 (PS)를 붙여 다른 미군부대와 구분했다.
1901년 에밀리오 아기날도의 독립군을 토벌하기 위해 편성한 필리핀인 중대가 최초의 필리핀 척후병 부대였다. 이후 필리핀 척후대는 제43, 44, 45, 57보병연대, 제24, 25야전포병연대, 제26기병연대, 제91, 92해안포병연대로 분화되었고, 공병·의무·병참 등 지원병과들도 설치되었다. 이 필리핀 척후대들은 미군 제31연대와 함께 필리핀 사단을 구성했다.
필리핀 척후대는 미 육군의 태평양 최전방 부대였고, 태평양 전쟁 발발 당시 가장 먼저 일본군과 교전을 시작하여 1942년 5월 극동육군사령부가 항복할 때까지 교전했다.

## 같이 보기
- 인디언 척후병